# Chadwick Lakes
Die Chadwick Lakes sind eine Reihe von künstlich angelegten Staubecken bei Rabat auf Malta, die auch als „Wied il-Qlejgha“ bezeichnet werden. Sie füllen sich nach Regenfällen im Winter und bilden bedeutende Trinkwasserreservoirs. Sie sind die einzigen seeähnlichen Strukturen des Landes. Im Sommer trocknen sie komplett aus. 

## Hintergrund und Geografie
Nach einer Choleraepidemie im Jahre 1887 wurde die Versorgung mit sauberem Wasser ein wichtiger Aspekt, so dass die Chadwick Lakes mit ihrem System von Dämmen angelegt wurden, um Regenwasser zu sammeln und zur Trinkwassergewinnung zu nutzen. Benannt wurden sie nach dem britischen Bauingenieur Osbert Chadwick, der hier in den 1890er Jahren die Konstruktionsarbeiten übernahm. Das Gebiet liegt zwischen Rabat und Mtarfa und bietet Möglichkeiten zum Wandern. Die Seen bilden einen Lebensraum für viele Pflanzen- und Tierarten. Das Wasser strömt durch mehrere Becken in östlicher Richtung nach Mosta. Mit der Zeit füllten sich die Staubecken jedoch mit Sedimenten, Schutt und anderen Verunreinigungen, wodurch sich das Wasser trübte und bei Starkregen im Jahr 2009 zu Problemen für die Landwirte führte, weil die Felder in der Umgebung überflutet wurden.
Diese Teiche sind nicht zu verwechseln mit dem Chadwick Lake bei Newburgh.